# Route nationale 460a
La route nationale 460A ou RN 460A était une route nationale française reliant la RN 460, dans la commune de Senaide, à Lamarche. À la suite de la réforme de 1972, elle a été déclassée en RD 460A.

## Ancien tracé de Senaide à Lamarche (D 460A)
- Senaide
- Mont-lès-Lamarche
- Lamarche